# バトンルージュ・メトロポリタン空港
バトンルージュ･メトロポリタン空港（英: Baton Rouge Metropolitan Airport）は、アメリカ合衆国のルイジアナ州の州都であるバトンルージュにある空港。

## 就航路線
| 航空会社                   | 就航地               |
| -------------------------- | -------------------- |
| アメリカン・イーグル       | シャーロット、ダラス |
| ユナイテッド・エクスプレス | ヒューストン         |
| デルタ・コネクション       | アトランタ           |